# Tmetomorpha bitias
Tmetomorpha bitias là một loài bướm đêm trong họ Geometridae.